# شيلب بنغالي
شيلب بنغالي (الاسم العلمي:Schilbe banguelensis) (بالإنجليزية: Golden barbel)‏ هو نوع من الأسماك يتبع جنس الشيلب من فصيلة الشيلبيات.